# 神権
神権（しんけん）とは、モルモン教における神の業を成すために（末日聖徒イエス・キリスト教会の場合）有する権能。アロン神権（小神権）とメルキゼデク神権（大神権）の二つがある

## 種類と役割
神権には、二つの種類がある
1. アロン神権・・・小神権と呼ばれる。旧約のレビの部族が担っていた神権とされる。この神権は聖餐の執行など、律法と福音　の実務上または外形上の儀式を執り行う。アロン神権のなかには３つの職があり、それぞれに行うことの出来る役がある

- 執事・・・聖餐と呼ばれるパンと水を配給することができる。
- 教師・・・聖餐の準備（パンや水の準備等）をすることができる
- 祭司・・・聖餐のパンを裂き、祝福をすることができる。

このほかにもメッセンジャー、ドアキーパー、アッシャー、ミニスタリングブラザーなどの数多くの役割がある
1. メルキゼデク神権・・・正式名称は神の御子の位に従う聖なる神権であり、大神権とも呼ばれる。最初にアダムに授けられた神権で、教会の霊的な祝福の鍵が含まれる。完全な神権であり、あらゆる時代の族長と預言者が持っていた神権であるとされる。メルキゼデク神権には5つの職がある。この神権を持つことにより、病人の癒しや祝福など多くの儀式を執り行うことが出来るようになる。

- 長老
- 大祭司
- 祝福師
- 七十人
- 使徒

## 神権者
アロン神権はふさわしい12歳以上のすべての教会員の男性に授けられる。
また、メルキゼデク神権は18歳以上のふさわしいすべての教会員の男性に授けられる。神権を授かった会員は罪がなく清い生活を送るよう務める必要があり、会員がふさわしくない場合は儀式に携わることを止められる。

## 来歴
神権の始まりは、ジョセフ・スミスが新しい宗教を開設した１８３０年に始まっている。ただし、末日聖徒イエス・キリスト教会ではこれらの神権は初期のキリスト教会に存在したものを天使の導きによって回復したものと言われている。